# Gaiola
Gaiola (Gajòla in piemontese, Gaiola in occitano) è un comune italiano di 575 abitanti della provincia di Cuneo in Piemonte.

## Storia

### Simboli
Lo stemma e il gonfalone sono stati concessi con DPR del 9 febbraio 1990.

## Monumenti e luoghi d'interesse

### Aree naturali

#### I soffioni boraciferi
Sulla cima di una delle montagne nel circondario di Gaiola ci sono dei soffioni boraciferi. Essi sono dei buchi nel terreno di dimensioni variabili (il più grande è circa due metri di diametro e profondo venti) da cui fuoriesce aria calda.

## Società

### Evoluzione demografica
Abitanti censiti

## Infrastrutture e trasporti
Tra il 1914 e il 1948 Gaiola fu servita dalla tranvia Cuneo-Borgo San Dalmazzo-Demonte. Attualmente il paese è servito dalla linea 93 Cuneo-Vinadio, gestita da Bus Company.

## Amministrazione
Di seguito è presentata una tabella relativa alle amministrazioni che si sono succedute in questo comune.
| Periodo        | Periodo        | Primo cittadino | Partito                                                        | Carica  | Note  |
| -------------- | -------------- | --------------- | -------------------------------------------------------------- | ------- | ----- |
| 25 maggio 1985 | 28 maggio 1990 | Livio Quaranta  | lista civica                                                   | Sindaco | [ 6 ] |
| 28 maggio 1990 | 24 aprile 1995 | Livio Quaranta  | Partito Comunista Italiano, Partito Democratico della Sinistra | Sindaco | [ 6 ] |
| 24 aprile 1995 | 14 giugno 1999 | Livio Quaranta  | -                                                              | Sindaco | [ 6 ] |
| 14 giugno 1999 | 14 giugno 2004 | Livio Quaranta  | -                                                              | Sindaco | [ 6 ] |
| 14 giugno 2004 | 8 giugno 2009  | Alessia Bruno   | lista civica                                                   | Sindaco | [ 6 ] |
| 8 giugno 2009  | 26 maggio 2014 | Alessia Bruno   | lista civica                                                   | Sindaco | [ 6 ] |
| 26 maggio 2014 | 27 maggio 2019 | Fabrizio Biolè  | lista civica: progetto per Gaiola                              | Sindaco | [ 6 ] |
| 27 maggio 2019 | "in carica"    | Paolo Bottero   | lista civica Lavoriamo insieme per Gaiola                      | Sindaco | [ 6 ] |

### Altre informazioni amministrative
Il comune faceva parte della Comunità montana Valle Stura.